# Liste simbabwischer Schriftsteller
Diese Liste simbabwesischer Schriftsteller und Dichter führt Personen auf, die seit der Unabhängigkeit Simbabwes 1980 auf dem Gebiet der Literatur im Land tätig geworden sind. 

## A
- Stephen Alumenda, Kinderbücher

## B
- N.H. Brettell, Lyrik

## C
- Shimmer Chinodya, (Pseudonym: Ben Chirasha), Novellen
- Edmund Chipamaunga, Autor
- Samuel Chimsoro, Autor
- Ben Chirasha (Pseudonym von Shimmer Chinodya), Novellen
- Chirikure Chirikure, Lyrik und Musiker
- Brian Chikwava, Autor und Musiker

## D
- Tsitsi Dangarembga, Novellen, Dramen, Filme

## E
- John Eppel, Lyrik und Novellen

## H
- Chenjerai Hove, Autor
- Tendai Huchu, Autor

## K
- Rumbi Katedza, Regie, Autor, Kunstverwaltung
- Alexander Kanengoni, Novellen und Journalismus
- Wilson Katiyo, Novellen und Filme
- Rory Kilalea (Pseudonym: Murungu), Autor und Filme

## L
- Doris Lessing, Autorin, Novellen und Kurzgeschichten

## M
- Nevanji Madanhire, Novellen
- George Makana Clark, Autor
- Nozipo Maraire, Autor
- Dambudzo Marechera, Autor
- Kristina Rungano Masuwa, (Kristina Rungano), Lyrik, Kurzgeschichten
- Timothy O. McLoughlin, Novellen, Lyrik und Journalismus
- Aaron Chiwundura Moyo, Schauspiel, Schauspieler, Regie
- Charles Mungoshi, Kinderbücher und Novellen
- Murungu (Pseudonym von Rory Kilalea) Autor und Filme
- Ignatius Musonza, Autor
- Solomon Mutswairo, Erzählungen, Lyrik

## N
- Geoffrey Ndhlala, Novellen
- Emmanuel Ngara, Literaturtheorie, Lyrik
- Stanley Nyamfukudza, Autor
- Freedom Nyamubaya, Lyrik, Prosa
- Albert Nyathi, Kirchenlieder
- Pathisa Nyathi, Historiker, Lyrik, Schauspiel, soziale Berichte

## P
- Batisai Parwada, Autor
- Virginia Phiri, Autorin

## R
- Michael Raeburn, Regie, Drehbücher
- Douglas Rogers, Journalist, Autor

## S
- Stanlake Samkange, Autor
- Ben Sibenke, Schauspiel
- Ndabezinhle Sigogo, Novellen und Lyrik
- Elinor Sisulu, Autor

## T
- Norman Takawira, Schauspiel, Schauspieler, Regie
- Thompson Kumbirai (TK) Tsodzo, Dramen und Novellen

## V
- Yvonne Vera, Novelist

## W
- Andrew Whaley, Schauspiel, Schauspieler
- Bart Wolffe, Schauspiel, Schauspieler, Lyrik, Regie

## Z
- Paul Tiyambe Zeleza, Wirtschaftsgeschichtler und Novellen
- Musaemura B. Zimunya, Lyrik und Kurzgeschichten